# 東武バスウエスト新座営業事務所

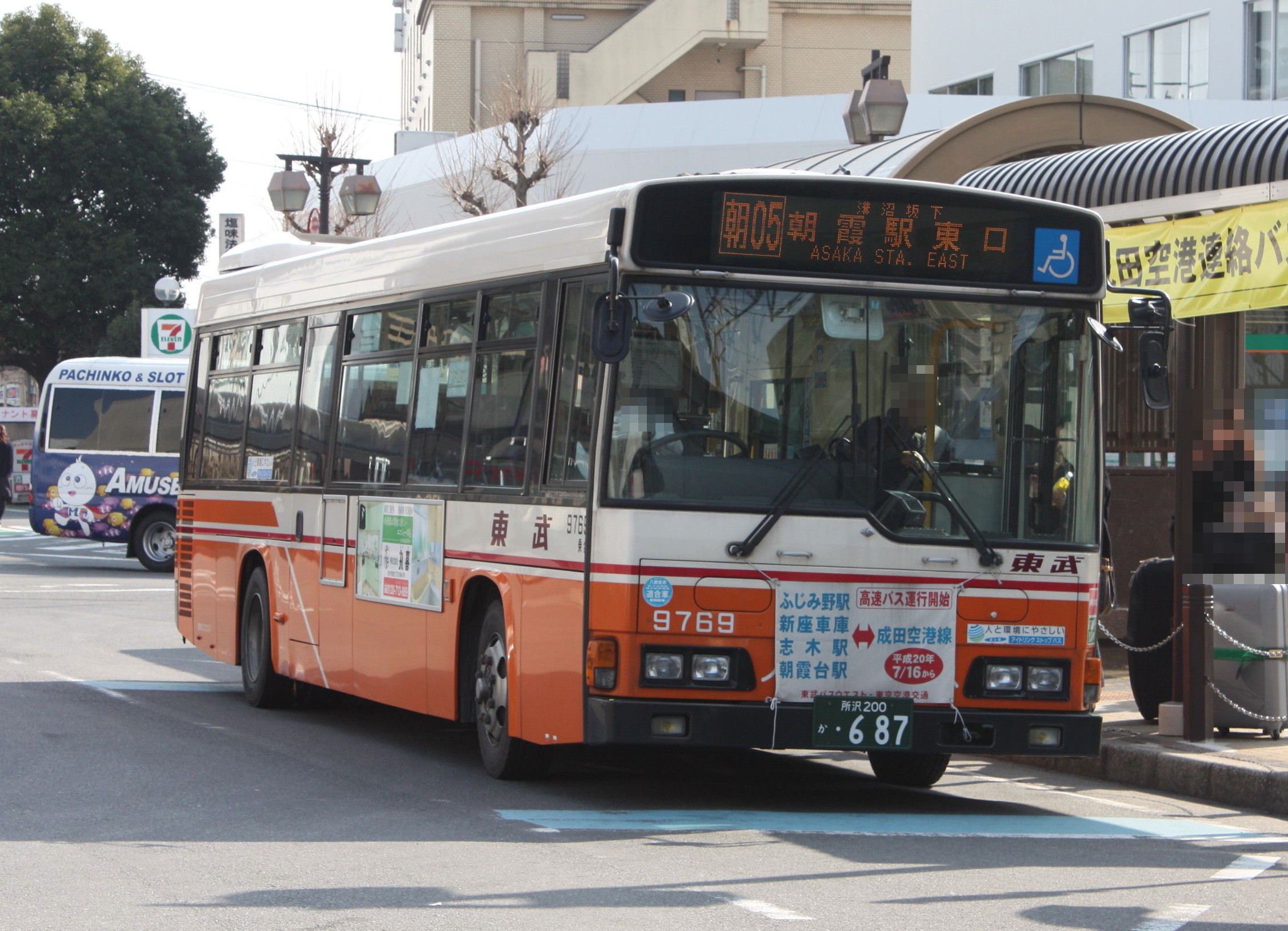
乗合バス車両（9769）

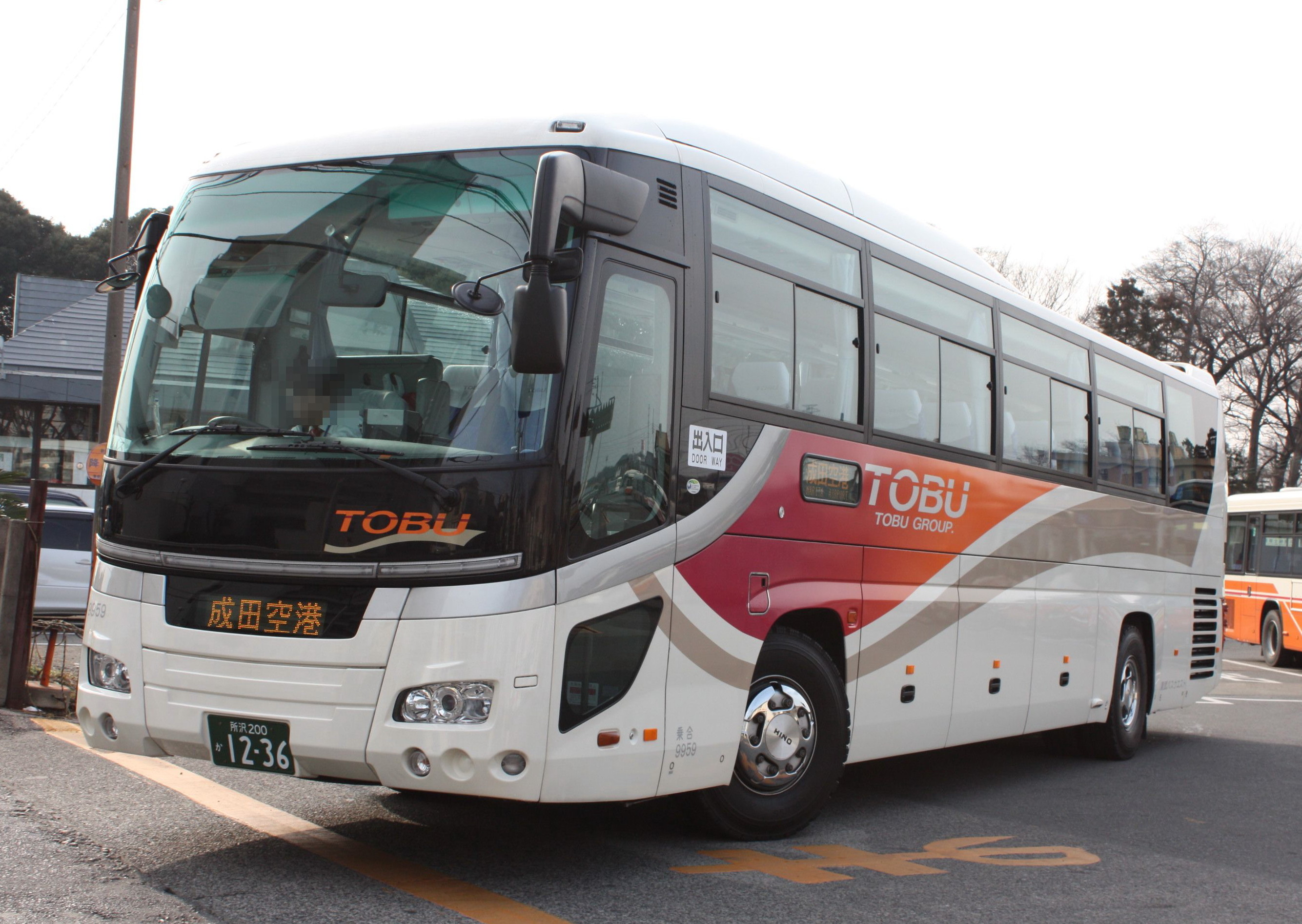
高速バス車両（9959）

東武バスウエスト新座営業事務所（とうぶバスウエストにいざえいぎょうじむしょ）は、埼玉県新座市大和田にある東武バスウエストの営業所。かつては川越営業事務所傘下の新座営業所であったが、分離して単独で営業事務所に昇格した（なお、東武バスグループの各営業事務所は基本的に傘下に営業所を有する組織になっているが、この経緯から当所のみ傘下営業所が無い形となっている）。最寄バス停名は営業所構内に設置されている「新座車庫」である。営業所の前の道路（県道113号線）は西武バス志32系統も通るが、西武バスは営業所構内には乗り入れないためバス停は設置されていない。所属車両のナンバーは所沢ナンバーである。

## 概要
東武東上線成増駅 - ふじみ野駅間の沿線を路線エリアとする、広範囲な運用が特徴の営業所で、東武東上線の駅と沿線の団地・住宅地とを結ぶ短距離の路線が主体である。大別して成増・和光、朝霞・志木の2エリアに分割されており、エリア相互間を連絡する路線は設定されていない。かつては鶴瀬・ふじみ野・上福岡エリアの路線も抱えていたが、川越営業事務所に移管させたことで一度同エリアから撤退した。しかし、2015年4月新設のららぽーと富士見線を新座営業事務所が引き受けたため、再びふじみ野・鶴瀬方面に乗り入れるようになった。
2025年現在、担当する和光市内と朝霞市内を結ぶ自社の路線がなく、和光市内は飛び地の状態となっている。
当営業所付近のエリアは西武バス・国際興業バスなどが多くの系統を設定しており、東武バスは和光市・志木市・富士見市・ふじみ野市での路線展開が目立つ。

## 沿革
- 1963年（昭和38年）4月 - 川越営業所志木出張所開設。
- 1969年（昭和44年）2月 - 新座営業所を開設し、志木出張所を閉所。
- 2002年（平成14年）4月 - 東武バスウエスト新座営業所になる。
- 2007年（平成19年）12月10日 - バス現在位置情報を検索するサービスを開始。
- 2008年（平成20年）3月8日 - PASMO（ICカード）システム導入開始。
- 2010年（平成22年）9月 - 東武バスウエスト新座営業事務所になる。
- 2021年（令和3年）3月13日 - ダイヤ改正により、前日限りで[和02][和04][和07]の3系統を廃止。[4]
- 2022年（令和4年）10月1日 - 増09（深夜バスのみ）、増10が系統廃止。[5]

## 輸送人数
- 15,522人（2005年度、1日平均）[6]
- 16,676人（2008年度、1日平均）[7]

## 現行一般路線
全て特殊区間運賃制である（短距離の路線で、全線一区の路線は存在する）。

### 成増・和光市エリア

#### 成増駅 - 宮本 - 和光市駅北口方面
- 増07：成増駅北口 → 市場 → 南市場 → 吹上観音下 → 白子3丁目東 → 宮本 → 市場 → 成増駅北口（宮本循環・南市場先回り）
- 増07：成増駅北口 → 市場 → 宮本 → 白子3丁目東 → 吹上観音下 → 南市場 → 市場 → 成増駅北口（宮本循環・宮本先回り）
- 増07：成増駅北口 → 市場 → 宮本 → 吹上観音下 → 南市場（平日夜間のみ・深夜バスあり）
- 増07：宮本 → 成増駅北口
- 増09：成増駅北口 - 市場 - 吹上観音下 - 金泉寺前 - 和光市駅北口

1997年までは、増07は成増駅北口 - 宮本間の運用で、成増駅北口方面は午前中のみ、宮本方面は午後のみのという運用だった。当時成増駅北口の終点は、成増坂上の向かい側の降車場が終点であった。これは成増駅北口ロータリー前にある道路が、和光市方向の一方通行だった為で、降車後回送で、踏切を左折し成丘通りを経由し、成増ヶ丘小学校裏交差点を右折して、赤塚高台の交差点に出る。宮本へ回送するときは、交差点を左折し上赤塚交番南へ左折して三園通りをしばらく道なりに行くと、吹上観音前の交差点を左折して笹目通りで宮本へ戻る。成増駅北口へは赤塚高台の交差点を右折して、次の信号を右折して成増駅北口へ到着する。宮本終点後は、宮本付近が折り返すスペースが無いために成増駅北口へ回送していた。宮本から成増駅北口への回送は、笹目通りを出て、レインボーモータースクール前の交差点を右折し吹上観音下交差点を左折し、三園通りを経て成増駅北口へ回送する。1997年に、成増駅北口ロータリーが改良工事が完成し、ロータリー前の道路が両方向と通行できるようになり、成増坂上の向かい側にあった成増駅北口の降車場が廃止され、終日成増駅北口のロータリーまで延伸したと同時に、宮本 - 楢の下 - 吹上観音下 - 市場間を延伸して、現在の宮本循環線となる。
増09は成増駅北口 - 白子3丁目東間は増07と並走し、この増09は成増駅発、和光市駅発とも時間帯に関係なく吹上観音下を経由する。宮本付近の道路が狭く、原則中型車のみの運用となっている（中型車導入までは大型車で運用されていた）。
2022年（令和4年）10月1日、増09（成増駅北口～宮本～南市場、深夜バスのみ）、増10（成増駅北口～吹上観音下～和光市駅南口）が系統廃止。

#### 成増駅南口 - 埼玉病院 - 南大和方面
- 増32：成増駅南口 - 新道坂上 - 埼玉病院 - 埼玉病院入口 - 南大和
- 増32：成増駅南口 - 新道坂上 - 埼玉病院入口 - 南大和

増32は、過去に諏訪原発着の運用もあった（諏訪原 - 南大和（折返場）間は回送）。全線にわたって西武バス泉33・泉34系統と並行しているが、一部で停留所の有無・位置・名称が異なる。また埼玉病院までは和光市駅南口発着の和06系統とも並行している。

#### 和光市駅南口 - 司法研究所方面
- 和01：和光市駅南口 → 西大和団地 → 司法研修所入口 → 司法研修所 → 西大和団地 → 和光市駅南口（司法研修所循環）
- 和01：和光市駅南口 → 西大和団地 → 司法研修所入口 → 二軒新田
- 和01：南一丁目 → 司法研修所 → 西大和団地 → 和光市駅南口

日中西大和団地・和光市南方面、また朝夕には司法研修所・税務大学校などの利用者が使用する。和01（二軒新田止まり）・和01（南一丁目発）は、司法研修所循環の出入庫便である。二軒新田到着後、回送となり南大和の折返場または新座営業所へ入庫する。出庫時は南一丁目まで回送して和光市駅南口行になる。
かつて存在した和07は和01と後述する和03を統合したものである。

#### 和光市駅 - 和光高校循環
- 和03：和光市駅北口 → 新倉坂下 → 和光高校 → 和光市駅北口（和光高校循環）

#### 和光市駅南口 - 埼玉病院・裁判所方面
- 和06：和光市駅南口 - 西大和団地 - 裁判所職員総合研修所 - 埼玉病院 - 新道坂上 - 成増駅南口
- 和06：和光市駅南口 - 西大和団地 - 裁判所職員総合研修所 - 埼玉病院入口 - 新道坂上 - 成増駅南口（朝夜のみ運行）
- 和06：和光市駅南口 - 西大和団地 - 埼玉病院入口 - 新道坂上 - 成増駅南口（朝夜のみ運行）
- 和06：税務大学正門 → 西大和団地 → 和光市駅南口
- 和08：和光市駅南口 - 西大和団地 - 税務大学正門 - 裁判所職員総合研修所（平日のみ運行）
- 和09：和光市駅南口 - 西大和団地 - 裁判所職員総合研修所 - 埼玉病院（平日のみ運行）
- 和09：和光市駅南口 - 西大和団地 - 埼玉病院

和06は全日朝と夜は埼玉病院敷地内を経由しない便がある。平日1便のみ混雑対策の為に税務大学正門始発和光市駅南口行きが運行されている。
和08は主に裁判所職員総合研修所・国立保健医療科学院・税務大学校の利用者を駅と結ぶための路線であることから、朝夕のみの運行となっている。土日、祝日は運休。
和09は和光市駅と埼玉病院を結ぶための路線。平日のみ裁判所職員総合研修所を経由する。以前は平日の日中1時間に2便設定されていたが、2018年現在は平日に1日1本、土日祝日の1日2本になり、代わりに和06が増発されている。

#### 和光市駅南口 - 自衛隊駐屯地方面
- 和13：和光市駅南口 - 自衛隊朝霞門（平日のみ運行）

陸上自衛隊朝霞駐屯地と駅を結ぶための路線であり、朝・夕のみの運行である。途中停留所は「図書館」・「本町小学校」のみである。

#### 和光市駅北口 - SGリアルティ和光方面
- 和14：和光市駅北口 - 地蔵橋 - SGリアルティ和光
- 和15 : 和光市駅北口 → (急行) → SGリアルティ和光(朝のみ運行)

和光市北部にある巨大倉庫「SGリアルティ和光」への通勤路線である。途中停留所が無く直行する。往路復路とも外環道の側道を通るが、復路は一旦東京北部郵便局北側に沿って進み国道254号和光富士見バイパスとの交差点で右折、松ノ木島交差点を右折して外環道の側道に入り和光市駅方面に向かう。
2025年4月1日のダイヤ改正で (旧)和14系統の直行を急行に改称。系統番号を和15に変更。(新)和14の外環道の側道に新倉ロータリー、地蔵橋、新倉氷川神社入口の停留場を新設 。

### 朝霞・志木・新座エリア

#### 朝霞駅 - 宮台 - 北朝霞駅方面
- 朝02：朝霞駅東口 - 宮台 - 北朝霞駅
- 志23：朝霞駅東口 - 宮台 - 北朝霞駅 - 志木駅東口

朝霞駅東口から朝霞田島までは国際興業バス朝50系統と並走する。毎時1本程度運行されている。

#### 朝霞駅 - 溝沼坂下 - 朝霞台駅方面
- 朝04：朝霞駅東口 - 溝沼坂下 - 朝霞台駅 - 志木駅南口 - 東寮前 - 新座車庫
- 朝05：朝霞駅東口 - 溝沼坂下 - 朝霞台駅
- 志26：志木駅南口 - 東寮前 - 新座車庫

運行の中心は朝霞駅東口〜朝霞台間の朝05で、その合間に新座車庫発着の朝04が運行される形となり、朝04・朝05合わせておおむね20分に1本程度の運行間隔となる。区間便である志26は平日・土休日ともに1往復のみ。

#### 北朝霞駅 - 下宗岡循環
- 北朝01：北朝霞駅 → 宮戸 → 下宗岡四丁目 → 下宗岡二丁目 → 宮戸 → 北朝霞駅（下宗岡循環）
- 北朝01-2：下宗岡四丁目 → 下宗岡二丁目 → 宮戸 → 北朝霞駅
- 北朝01-3：北朝霞駅 → 宮戸 → 下宗岡四丁目 → 下宗岡二丁目

北朝霞駅から宮戸・下宗岡地区を循環する路線で、国際興業バス西浦和営業所との共管路線である。平日ラッシュ時間帯を除き同一時間帯には国際興業・東武のどちらか1台のみで運行される。国際興業バスとは毎年4月に担当便の入れ替えを実施している。このため、東武バスとしては数少ない枝番系統を使用している。かつては志木駅発着だったが、1997年4月16日のダイヤ改正で北朝霞駅発着に変更された。

#### 志木駅東口 - 岡ノ坂上 - 下南畑 - 富士見高校方面
- 志21：志木駅東口 - 岡ノ坂上 - 下南畑 - 富士見高校（深夜バスあり）
- 志21：志木駅東口 - 岡ノ坂上 - 下南畑
- 志25：志木駅東口 - 岡ノ坂上 - 下南畑 - ららぽーと富士見

志21（富士見高校発着）は通学時間帯に運行されている。
志25は2015年4月10日のららぽーと富士見オープンに伴い新設された。このダイヤ改正で志21（富士見高校発着）の多くが志25となった。

#### 志木駅東口 - 登記所前 - 新座車庫方面
- 志24：志木駅東口 → 登記所前 → 新座車庫

土日祝日の片道1便のみ運行だったが、2023年6月24日ダイヤ改正で日祝日の片道1便のみ（土曜日は運休）に変更。

#### 志木駅南口 - 新座団地方面
- 志31：志木駅南口 - 東寮前 - 新座団地（西武バス新座営業所と共管）

当初は平日（月 - 土）ダイヤと休日ダイヤがあったが、2011年5月16日より土曜ダイヤを休日ダイヤへ統合の上で土曜・休日ダイヤに一括化され、平日ダイヤの深夜バスも新設された。

#### 鶴瀬駅 - ららぽーと富士見方面
- 鶴02：鶴瀬駅東口 - 富士見市役所前 - ららぽーと富士見（ららぽーと方面は平日運行）
- 鶴02：鶴瀬駅東口 →（直行）→ ららぽーと富士見（土休日運行）

#### ふじみ野駅 - ららぽーと富士見方面
- ふじ05：ふじみ野駅東口 - 駒林 - 羽沢 - ららぽーと富士見

ららぽーと富士見オープンに伴い2015年4月1日新設（鶴02のみ同年3月2日に先行開設）。富士見市役所前は、鶴02の平日（両方向）・土休日（鶴瀬駅方面）のみ停車し、鶴02の土休日（ららぽーと方面）とふじ05は停車しない。
ふじ05系統はかつては国際興業バスとの共管路線であったが、2020年9月30日の運行を以て国際興業バスが撤退した事に伴い、東武バスウエストの単独運行となった。

### コミュニティバス
和光市内循環バス
- 和光市より受託運行

当初は東武鉄道新座営業所として運行。川越観光自動車へ移管したが、東武バスウエスト発足後に再移管された。
2024年1月4日の路線変更に伴い、中央コース(現:白子・吹上コース)の運行のみ「和光輸送」に移管
わくわく号（朝霞市内循環バス）
- 朝霞市より受託運行

国際興業バス西浦和営業所・西武バス新座営業所と共管
ふれあい号（富士見市内循環バス）
- 富士見市より受託運行

にいバス（新座市内循環バス）
- 新座市より受託運行

ふじみ野市内循環バス
- ふじみ野市より受託運行していた

### 深夜急行バス
ミッドナイトアロー川越
- 池袋駅西口7番乗り場 → 諏訪原住宅 → 西大和団地 → 和光市駅南口 → 志木駅南口 → 柳瀬川駅入口 → みずほ台駅東口 → 鶴瀬駅入口 → ふじみ野駅入口 → 上福岡駅西口 → 新河岸駅入口 → 川越駅東口 → 本川越駅（主な停留所のみ記載）

乗車は池袋駅西口のみ。運賃は前払い。
2012年10月29日に「ミッドナイトアロー川越」と「ミッドナイトアロー和光・志木」を統合し新設された路線。
2024年11月現在、 新型コロナウィルスの影響により、長期間運休している。

## 現行高速路線

### 成田空港線
- ふじみ野駅・新座車庫・志木駅南口・朝霞台駅南口 - 成田空港
東京空港交通・リムジン・パッセンジャーサービスと共管

### 羽田空港線
- ふじみ野駅西口・新座車庫・志木駅南口・朝霞台駅南口・（朝霞）第三中学校 - 羽田空港
京浜急行バス新子安営業所と共管
ふじみ野駅については、羽田空港第2ターミナル19時10分以降の便が入る

## 廃止路線
1989年（平成元年）以降に廃止された主な系統を記載。系統の延長・分割に伴う廃止は除外。
- 増06（初代）：成増駅北口 - 宮本 - 氷川神社
- 増06（2代）：成増駅北口 - 宮本 - 新倉坂下 - 和光市駅北口
2008年1月12日のダイヤ改正で土休日ダイヤが吹上観音下経由となり廃止。
- 増08：成増駅北口 - 宮本 - 新倉坂下 - 和光市駅南口
2007年11月12日のダイヤ改正で平日ダイヤが吹上観音下経由となり廃止。
- 増33：成増駅南口 - 和光市駅入口 - 朝霞駅南口
朝霞駅から上の原までの間は西武バスの泉32系統と同ルートを通り、上の原 - （和光市駅入口） - 東埼橋までは埼玉県道109号新座和光線を通る路線だった。
- 増34：成増駅南口 - 本田研究所 - 西大和団地
現在の和06系統とは違い新道坂上から中学校前(現和光市役所入口)までの間は、国道254号線(川越街道)経由を通る路線だった。
- 和02（初代）：和光市駅南口 - 上の原 - 新座車庫
和光市駅南口発は全日1本のみ、新座車庫発は平日1本、休日2本で運行していた。かつては和光市駅の先、氷川神社まで乗り入れていた。
- 和02（2代）：和光市駅北口 → 和光高校 → 新倉坂下 → 和光市駅南口（和光高校循環）
- 和04：和光市駅南口 → 和光市役所 → 西大和団地 → 和光市駅南口（市役所循環・平日午前のみ運行）
- 和04：和光市駅南口 → 西大和団地 → 和光市役所 → 和光市駅南口（市役所循環・平日午後のみ運行）
- 和05（初代）：埼玉病院 - 西大和団地 - 和光市駅 - 和光高校
- 和05（2代）：和光市駅南口 - 外環経由 - 西大和団地
- 和05（3代）：和光市駅南口 - 外環経由 - 司法研修所循環
東京外環自動車道を経由するわけではなく、東京外環自動車道の側道（一般道）を経由
- 和07：和光市駅南口 → 西大和団地 → 司法研修所 → 西大和団地 → 和光市駅南口 → 和光高校 → 新倉坂下 → 和光市駅北口
- 朝01：朝霞駅南口 - 朝霞高校
当路線の廃止により、朝霞駅南口を発車する東武バスの一般路線が消滅した。
- 志27：志木駅南口 - 鶴瀬駅西口
- 志27 : 志木駅南口 - みずほ台駅西口
- 志27 : 新座車庫 - みずほ台駅西口 - 鶴瀬駅西口
2002年3月の分社化の際に志木駅発着便が廃止され、鶴瀬方面から新座車庫への片道運行のみとなったが（この時点で新座車庫から大和田方面に向かう路線も消滅）、2003年3月に廃止。なお、志27系統の廃止以降、新座車庫から南西方向に伸びる東武バスの一般路線は存在しない。
- 志28：志木駅東口 - 岡ノ坂上 - みずほ台駅東口
- 鶴02（初代）：鶴瀬駅東口 - 勝瀬 - 上福岡駅東口
2008年3月31日からふじみ野駅発着（ふじ04）に伴い大幅減便、2009年3月31日をもって廃止。
- 上福02：「東燃循環」上福岡駅東口 → 鶴ケ岡中央通り → 大井中央四丁目 → 上福岡駅東口（平日1便のみ）
かつて、川越営業事務所が運転していたが、2003年3月31日の川越07（川越駅 - 上福岡駅）廃止と同時に新座営業所へ移管された。後に設定され、上福岡西口発着でほぼ同じ地域を通る鶴ケ岡循環線は2008年3月に川越に移管されたが、東燃循環線は引き続き新座が担当していた。なお、「東燃循環」とは、かつてこの地にあった東燃（現・ENEOS）総合研究所にちなむものだが、研究所移転とそれに伴う停留所名変更により、路線名だけに名が残っていた。2010年9月30日をもって廃止。
- ふじ04（初代）:ふじみ野駅西口 → ヤマハ（文京学院大学） → 鶴ケ岡一丁目 → 上福岡駅西口
- ふじ04（初代）:上福岡駅西口 → 鶴ケ岡一丁目 → 大井総合支所前 → ふじみ野駅西口
上福岡駅西口ロータリー改良に伴い2006年4月1日に新設されたが、鶴ケ岡循環（上福03）の新設により同年12月18日廃止。現在は、鶴ケ岡循環の食事休憩便として、上福岡駅西口 - 大井総合支所前（上福04）に区間を短縮して運行している。
- ふじ04（2代）：ふじみ野駅東口 - 駒林 - 水天宮 - 上福岡駅東口
2008年3月31日より新設された路線で、鶴02をふじみ野駅発着へ振り替えたものである。小型車か中型車で運行される。平日11往復、土休日10往復（最後の一往復がなくなる）だが、上福岡駅東口行きの始発のみ途中の水天宮始発となる。2013年3月31日付で廃止。
- ミッドナイトアロー和光・志木：池袋駅西口 - 和光市駅南口 - 志木駅南口 - 新座車庫
- スカイツリーシャトル
両路線とも、2020年より新型コロナウイルス感染症流行の影響による長期休止を経て、2021年9月30日付で廃止[15]
  - 和光・志木線：新座車庫・志木駅南口・朝霞台駅南口・和光市駅 - 東京スカイツリータウン
東武東上線和光市駅・朝霞台駅・志木駅を乗り換え無しで東京スカイツリータウンにダイレクトに結ぶ路線。2012年12月20日運行開始。
PASMO・Suicaなどの交通系ICカードが使用できた。
2014年3月31日までは、西武バスとの共同運行であった。
  - お台場線：大江戸温泉物語・グランドニッコー東京 台場・東京テレポート駅 （- ホテルイースト21東京） - 錦糸町駅・東京スカイツリータウン
2015年（平成27年）7月21日運行開始。東武バスセントラルと共同運行[16]。
一部の便がホテルイースト21東京に停車。
2019年（平成31年）3月31日までは、京浜急行バスとの共同運行であった。

- 成増駅 - 宮本 - 和光市駅北口方面
  - 増09：成増駅北口 - 宮本 - 南市場（深夜バスのみ）
  - 増10：成増駅北口 → 吹上観音下 → 新倉坂下 → 和光市駅南口（成増駅北口発土曜・日曜・祝日の12時台1本のみ）
    - 2022年（令和4年）10月1日、増09（成増駅北口～宮本～南市場、深夜バスのみ）、増10（成増駅北口～吹上観音下～和光市駅南口）が系統廃止。[5]

- 和光市駅南口 - 和光高校循環
  - 和12：和光市駅南口 → 和光高校 → 新倉坂下 → 和光市駅北口（和光高校循環）
    - 和光高校循環（和03）のうち、わずかな便（平日1便）が南口発着だったが、2021年3月改正で廃止。もとは和07のうち司法研究所循環の部分を短縮したものである。

## 移管路線
- ふじ01：「大井循環」ふじみ野駅西口 → ふじみ野高校 → ヤマハ（文京学院大学） → 大井総合支所前 → ふじみ野高校 → ふじみ野駅西口
- ふじ01：ふじみ野駅西口 → ふじみ野高校 → ヤマハ（文京学院大学） → 大井総合支所前 → さくら住宅
- ふじ01：ヤマハ（文京学院大学） → 大井総合支所前 → ふじみ野高校 → ふじみ野駅西口
- ふじ02：ふじみ野駅西口 - ふじみ野高校 -（←大井総合支所前／ヤマハ（文京学院大学）→）- 上福岡駅東口
- ふじ03：「イオン循環」ふじみ野駅西口 → イオン大井店 → 大井総合支所前 → ヤマハ（文京学院大学） → イオン大井店 → ふじみ野駅西口
- 鶴01：鶴瀬駅東口 - 苗間神明神社 - ふじみ野駅西口
ふじみ野駅西口発着は、2009年より川越営業事務所との共管を経て、現在は川越営業事務所に完全移管。
- 上福03：「鶴ケ岡循環（ビバモール前先回り）」上福岡駅西口 → ビバモール前 → 鶴ケ岡保育所入口 → 上福岡駅西口（始発 - 14時）
- 上福03：「鶴ケ岡循環（鶴ケ岡保育所入口先回り）」上福岡駅西口 → 鶴ケ岡保育所入口 → ビバモール前 → 上福岡駅西口（14時 - 終発）
- 上福04：上福岡駅西口 - 鶴ケ岡一丁目 - さくら通り - 大井総合支所前（東和銀行前）
上福岡駅西口発着は、2008年3月31日に川越営業事務所へ移管。

## 車両
2024年現在、日野車が指定車種とされているが、1992年まではいすゞ車が指定車種とされていた。
例外として、一般路線中型用の2台いすゞ車が配置されている。2000年代半ばから後半頃にいすゞ車の転属車が配置されていた事もある。なお、東武バスウエストの営業所の中では唯一、いすゞ車の大型ノンステップバスが配置されたことが無い。
2020年12月には、トヨタ・FCHV（燃料電池バス）「SORA」が西武バスと共に導入された。

## その他
一時期、川越観光バスの車両が配置されていた。2002年4月の川越観光自動車川越営業所の廃止後、和光市内循環用の車両が東武バスに移管される2003年3月まで当営業所に配置されたものである。
志31系統の西武担当便が西武バス所沢営業所の所管であった頃は、志31の運用に入る西武バスの車両が当営業所の敷地内に留置されており、西武専用のスペースも用意されていた。